# 降魔的 捉妖遊戲
《降魔的 捉妖遊戲》（Battle for the Exorcist's Meter）是香港電視廣播有限公司製作的戲劇相關綜藝遊戲真人秀節目。全節目共2集，由馬國明、黃智雯及胡鴻鈞主演，由陳凱琳、蔡思貝、林盛斌、梁烈唯、何廣沛、余德丞、鄺潔楹、何依婷作主演參與遊戲，並由李佳芯、劉佩玥、譚嘉儀、蔣志光、岑麗香、楊潮凱、張秀文、何遠東、阮小儀、楊詩敏、羅蘭、 謝雪心特別演出。本節目於香港時間2018年4月14日及15日，星期六及日一連兩晚8:30於翡翠台播出，及於myTV SUPER提供網上節目重溫（集數上傳7日後會刪除）。

## 每集內容
| 集數 | 播映日期 | 主題                             | 嘉賓                           |
| 01   | 4月14日  | 「羊羊得意」捉妖提示 引來4種解讀 | 李佳芯、岑麗香、楊潮凱、張秀文 |
| 02   | 4月15日  | 妖氣沖天 同伴相認對抗敵人        | 陸浩明、楊詩敏、羅蘭           |

## 遊戲故事背景
某天晚上七時，百年一遇的紅月亮在天空高掛，兩輛載着不同界別乘客的計程車，竟然令兩輛計程車離奇失控相撞。兩輛計程車內分別共載有八人，包括兩輛的士司機為林盛斌（Bob）與梁烈唯（Oscar）及六名乘客為客戶服務主任何依婷（Regina）、客戶服務主任鄺潔楹（Judy）與上司陳凱琳（Grace）、長跑運動員余德丞（Dickson）、長跑運動員何廣沛（Matthew）及田徑隊助理教練蔡思貝（Sisley）。
的士降魔師 — 馬季（馬國明 飾）收到同行林盛斌(Bob)求救，到案發現場卻不見人，卻見到為曾是其手下敗將的Salvia(魔)（黃智雯 飾）聲稱八人進了異空間，而且已經有人遭妖氣入侵而變成妖，而且妖氣會一個傳一個，如果48小時內未能將妖全部消滅，世界將由魔掌控。
馬季於是找來眾親友包括 莫有為（蔣志光 飾）、貝貝娜(啤啤)（劉佩玥 飾）、莉莉（譚嘉儀 飾）、石敢當（胡鴻鈞 飾）、龍茂(龍貓)（何遠東 飾）、季莉芙（阮小儀 飾）、梁晶晶（謝雪心 飾）、莊芷若（黃智雯 分飾）、龍婆（羅蘭 飾）及三名嘉賓包括石敢當在靈界中青梅竹馬之朋友狐仙（岑麗香 飾）、狐男（楊潮凱 飾）及狐女（張秀文 飾）協助八名參與遊戲的藝員們。而魔亦派出兩位嘉賓陸妖（陸浩明 飾）及蝦妖（楊詩敏 飾）在中途出現阻礙眾人完成任務。

## 遊戲規則
8名參與遊戲的藝員們要在48小時內完成一連串任務，而遊戲開始前會潛伏兩隻「妖」在參與遊戲的藝員們當中，而在最終對決前所有人只能知道自己的真正身份。
期間將有5個會提供有關「妖」提示之任務。在每一個任務中，若任務成功的話，並會獲得最少一個有關「妖」的特徵之重要提示，而妖的數量亦會維持不變；相反若任務失敗的話，除了失去有關「妖」提示外，還會令多一位參與遊戲的藝員們變成妖。
遊戲中途將會有兩次討論及檢舉時間，當所有人都投票選出自己認為是「妖」之人選後，獲得最多票數者不論是「人」或「妖」都會立即被囚禁於「Prison的」（囚禁後不能再參與遊戲）。
在最終遊戲結束前如人類與精靈能將所有潛伏於遊戲當中的「妖」消滅代表任務成功，世界將回復正常；相反如未能將所有「妖」消滅，代表任務失敗，世界將墜入魔道。

## 藝員

### 主要演員
| 演員                     | 演出角色 | 暱稱／簡介／目的 |
| 馬國明                   | 馬季     | 小馬 降魔師／的士司機 季莉芙之子 目的： 1. 協助眾人返回人間 2. 與石敢當共同協助8人找出潛伏在眾人當中的妖 3. 用念力牽制著魔，令對方不能協助到最終戰場 |
| 黃智雯                   | 莊芷若   | 芷若、Dr.莊 目的： 1. 因被Salvia之手下捉走了元神後而困於夢境中，於是其在夢中向馬季求救                                                               |
| 黃智雯                   | Salvia   | 魔 目的： 1. 將8人送到異空間 2. 派妖潛伏8人當中，以阻礙人類完成任務，欲令妖的數目上升 3. 派出陸妖與蝦妖捉走莊芷若及龍茂之元神拖延時間阻礙眾人滅妖    |
| 胡鴻鈞                   | 石敢當   | 精靈 目的： 1. 與馬季聯手共同協助8人找出潛伏在眾人當中的妖 2. 開啟隱藏在6人中的精靈之靈力 3. 將妖困於最終戰場內                                      |
| 以上角色參見：《降魔的》 |          | |

### 主要演員（參加遊戲者）
| 演員 | 身份        | 結局                                        | 結局               | 備註                                     | 被殺方法                                                     |
| 演員 | 身份        | 死亡 / 被收伏 / 被囚禁 / 生還               | 殺害 / 收伏        | 備註                                     | 被殺方法                                                     |
| 陳凱琳 | 精靈        | 死亡 被何廣沛殺死 （被貼上滅靈咒）          | 收伏鄺潔楹         | 第一個遭殺害的精靈                       | 對鄺潔楹說「你小心啲」、對何廣沛説「我唔信你」、被貼上滅靈咒 |
| 蔡思貝 | 妖 （石妖） | 被收伏 被林盛斌收伏 （被伏妖彈擲中）        | 被伏妖彈擲中       | 第二位因任務失敗而變成妖的人類           | 被伏妖彈擲中                                                 |
| 林盛斌 | 精靈        | 生還                                        | 收伏蔡思貝、何廣沛 | 最後與人類余德丞合作，成功收伏火妖何廣沛 | 被貼上滅靈咒                                                 |
| 梁烈唯 | 妖          | 被收伏 第一次投票後被收伏                   |                    | 第一位因任務失敗而變成妖的人類           | 因第一次投票後被收伏，沒有透露                               |
| 何廣沛 | 妖 （火妖） | 被收伏 被林盛斌收伏 （被貼上伏妖令）        | 殺害陳凱琳         | 被人類余德丞與精靈林盛斌合力收伏         | 喝下陳凱琳給的水、被貼上伏妖令                               |
| 余德丞 | 人          | 生還                                        |                    | 協助精靈林盛斌收伏火妖何廣沛             | 因何廣沛、蔡思貝只專注對付陳凱琳、林盛斌，並無透露           |
| 何依婷 | 人          | 被囚禁 第二次投票後被暫時收伏，最後解封生還 |                    | 因符合太多有關「妖」條件被眾人誤當其為妖 | 因第二次投票後被暫時收伏，沒有透露                           |
| 鄺潔楹 | 妖 （樹妖） | 被收伏 被陳凱琳 收伏 （撥了自己的頭髮）     |                    | 第一個被精靈收伏的妖                     | 望自己鞋底、撥自己的頭髮                                     |
| 註1：粗體為「妖」；斜體 為「精靈」；正常為「人類」 註2：人類與精靈為同伴，人類須協助精靈伏妖，但人類沒有伏妖能力 |             |                                             |                    |                                          |                                                              |
| 最終結局：滅妖行動成功，精靈與人類獲勝                                                                           |             |                                             |                    |                                          |                                                              |

#### 「妖」特徵
| 特徵                             | 對應之妖 | 說明                                    |
| 英文名字第一個字母為K之後        | 何廣沛   | 何廣沛的英文名字是Matthew               |
| 羊羊得意                         | 梁烈唯   | 梁烈唯的生肖屬「羊」， 星座為白「羊」座 |
| 年齡最小的三位其中一位           | 鄺潔楹   | 年紀第二小： 鄺潔楹（25歲）             |
| 中文姓名筆劃最多和最少的其中一位 | 鄺潔楹   | 中文姓名筆劃最多： 鄺潔楹（45劃）       |
| 出生月份在2月至7月之間           | 蔡思貝   | 蔡思貝生日為 2月6日                     |

### 特別演出（任務主持）
| 演員   | 演出角色 | 暱稱／目的 |
| 譚嘉儀 | 莉莉     | 精靈 目的： 1. 協助8人找出咒語解封石敢當 - 8人成功以咒語「降魔伏妖，地下太平」解封石敢當 參見《降魔的》 |
| 蔣志光 | 莫有為   | 有為兄 科學家 目的： 1. 使用其發明以眾人協助石敢當恢復靈力 - 因任務失敗，令妖數目增加一名 參見《降魔的》 |
| 楊潮凱 | 狐男     | 狐仙之手下 目的： 1. 協助馬季及石敢當找出潛伏在8人中的妖 - 因眾人任務成功而提供兩個有妖的線索 |
| 張秀文 | 狐女     | 狐仙之手下 目的： 1. 協助馬季及石敢當找出潛伏在8人中的妖 - 因眾人任務成功而提供兩個有妖的線索 |
| 何遠東 | 龍茂     | 龍貓 馬季亡友 靈界的士司機，能自由穿梭人間與異空間 目的： 1. 於第1集受馬季所託與8人玩遊戲後將8人與石敢當之真身由異空間偷運返回人間 2. 於第2集被Salvia之手下帶走元神，協助眾人挑戰任務，在眾人任務成功後釋放 3. 負責帶走被眾人以投票選出懷疑是妖之人選及將他們囚禁於由自己所駕駛之「Prison的」內 參見《降魔的》 |
| 羅 蘭  | 龍婆     | 高人 梁晶晶之朋友 目的： 1. 協助馬季及石敢當找出潛伏在7人中的妖，須成功完成三個關卡才算任務成功 - 因任務失敗，令妖數目增加一名 - 因7人完成了一個關卡，所以提供有兩個關妖之線索 |
| 陸浩明 | 陸妖     | Salvia之手下 目的： 1. 帶走莊芷若及龍貓之元神，令馬季要求眾人協助拯救二人，以拖延時間阻礙眾人滅妖 - 眾人任務成功而提供一個有關妖之線索 |
| 楊詩敏 | 蝦妖     | Salvia之手下 目的： 1. 帶走莊芷若及龍貓之元神，令馬季要求眾人協助拯救二人，以拖延時間阻礙眾人滅妖 - 眾人任務成功而提供一個有關妖之線索 |

### 特別客串演出
| 演員   | 演出角色 | 暱稱/備註 |
| 李佳芯 | 李佳芯   | 報道有關紅月亮之新聞                                                                                           |
| 劉佩玥 | 貝貝娜   | 啤啤 將石敢當之真身交給眾人 參見《降魔的》                                                                     |
| 阮小儀 | 季莉芙   | 烈嫂 馬季之母 於第1集提醒馬季不要多管閒事，以免遇險 於第2集代替馬季被火燒掉自己之元神來開啟魔鏡 參見《降魔的》 |
| 岑麗香 | 狐仙     | 小仙 石敢當青梅竹馬之朋友 留低其手下狐男及狐女協助眾人後離開                                                   |
| 謝雪心 | 梁晶晶   | 晶晶 告知馬季龍婆所在之地方 參見《降魔的》                                                                     |

### 其他演員
- 胡　㻗
- 丁樂鍶
- 郭千瑜
- 黃榮燊
- 朱樂洺
- 劉嘉琪
- 梁裕恆

## 外部連結
- 無綫電視節目網頁 - 降魔的 捉妖遊戲 （页面存档备份，存于）
- 降魔的 捉妖遊戲 - myTV SUPER[]